# Powiat Żylina
Powiat Żylina (słow. okres Žilina) – słowacka jednostka podziału administracyjnego znajdująca się w kraju żylińskim. Powiat Żylina zamieszkiwany był przez 156 773 obywateli (w roku 2001), zajmował obszar 815 km². Średnia gęstość zaludnienia wynosiła 191,85 osób na km².